# Idris hunnaheus
Idris hunnaheus är en stekelart som först beskrevs av Mani 1973.  Idris hunnaheus ingår i släktet Idris och familjen Scelionidae. Inga underarter finns listade i Catalogue of Life.